# Frohnhausen (Hückeswagen)
Frohnhausen ist eine Hofschaft in Hückeswagen im Oberbergischen Kreis im Regierungsbezirk Köln in Nordrhein-Westfalen (Deutschland).

## Lage und Beschreibung
Frohnhausen liegt nahe dem Hückeswagener Hauptort nördlich des Zentrums. Weitere Nachbarorte sind Wüste, Böckel, Bergerhof, Hummeltenberg und Pixberg. Die Hofschaft ist von der Kreisstraße K11 zwischen dem Hauptort und Pixberg erreichbar. Der Frohnhauser Bach fließt südöstlich an der Hofschaft vorbei. Der Ort selbst liegt in einem Quellgebiet. Der zentral gelegene Teich ist schon in der Bürgermeisterkarte von 1829 eingezeichnet und wurde mittlerweile durch eine Folienabdichtung stabilisiert.
Die Hofschaft besteht aus den beiden Doppelhäusern Frohnhausen 1/3 und 7/9. Im Garten von Frohnhausen 1 steht eine Scheuer – ein ehemaliges Fachwerkwohnhaus, das zwischen 1576 und 1625 entstanden ist und heute unter Denkmalschutz steht. Es besitzt eine zweifach mit geschweiften Knaggen vorkragende Giebelseite mit freiliegendem Fachwerk. Vor dem Haus 7/9 ist ein mit Efeu gerahmter Brunnen zu sehen. Das historische Ortsbild ist nahezu vollständig erhalten.
Nördlich grenzen die Wiesen-/Weideflächen an ein Waldstück, dessen Waldrand als Wallrain ausgebildet ist und der die historische Grenze zwischen genutztem Offenland und der Waldfläche markiert.

## Geschichte
1407 wurde der Ort das erste Mal in einer Urkunde über den Verzicht des Stael v. Holstein auf das bergische Erbdrosten- und Erbhofmeisteramt erwähnt. Schreibweise der Erstnennung: Vronen Huis. Die Karte Topographia Ducatus Montani aus dem Jahre 1715 zeigt den Hof als Frohnhusen. Im 18. Jahrhundert gehörte der Ort zum bergischen Amt Bornefeld-Hückeswagen.
1815/16 lebten 22 Einwohner im Ort. 1832 gehörte Frohnhausen unter dem Namen Fronhausen der Herdingsfelder Honschaft an, die ein Teil der Hückeswagener Außenbürgerschaft innerhalb der Bürgermeisterei Hückeswagen war. Der laut der Statistik und Topographie des Regierungsbezirks Düsseldorf als Weiler kategorisierte Ort besaß zu dieser Zeit drei Wohnhäuser und drei landwirtschaftliche Gebäude. Zu dieser Zeit lebten 31 Einwohner im Ort, allesamt evangelischen Glaubens.
Im Gemeindelexikon für die Provinz Rheinland werden 1885 zwei Wohnhäuser mit 16 Einwohnern angegeben. Der Ort gehörte zu dieser Zeit zur Landgemeinde Neuhückeswagen innerhalb des Kreises Lennep. 1895 besitzt der Ort drei Wohnhäuser mit 18 Einwohnern, 1905 zwei Wohnhäuser und 13 Einwohner.

## Wander- und Radwege
Folgende Wanderwege führen östlich bzw. westlich an der Hofschaft vorbei:
- Der Ortswanderweg ▲ vom Radevormwalder Ortszentrum nach Purd
- Die Ortsrundwanderwege A2 und A3 (Frohnhauser Bachtal) tangieren den Ort, für den sich ein Abstecher aber sicher lohnt.

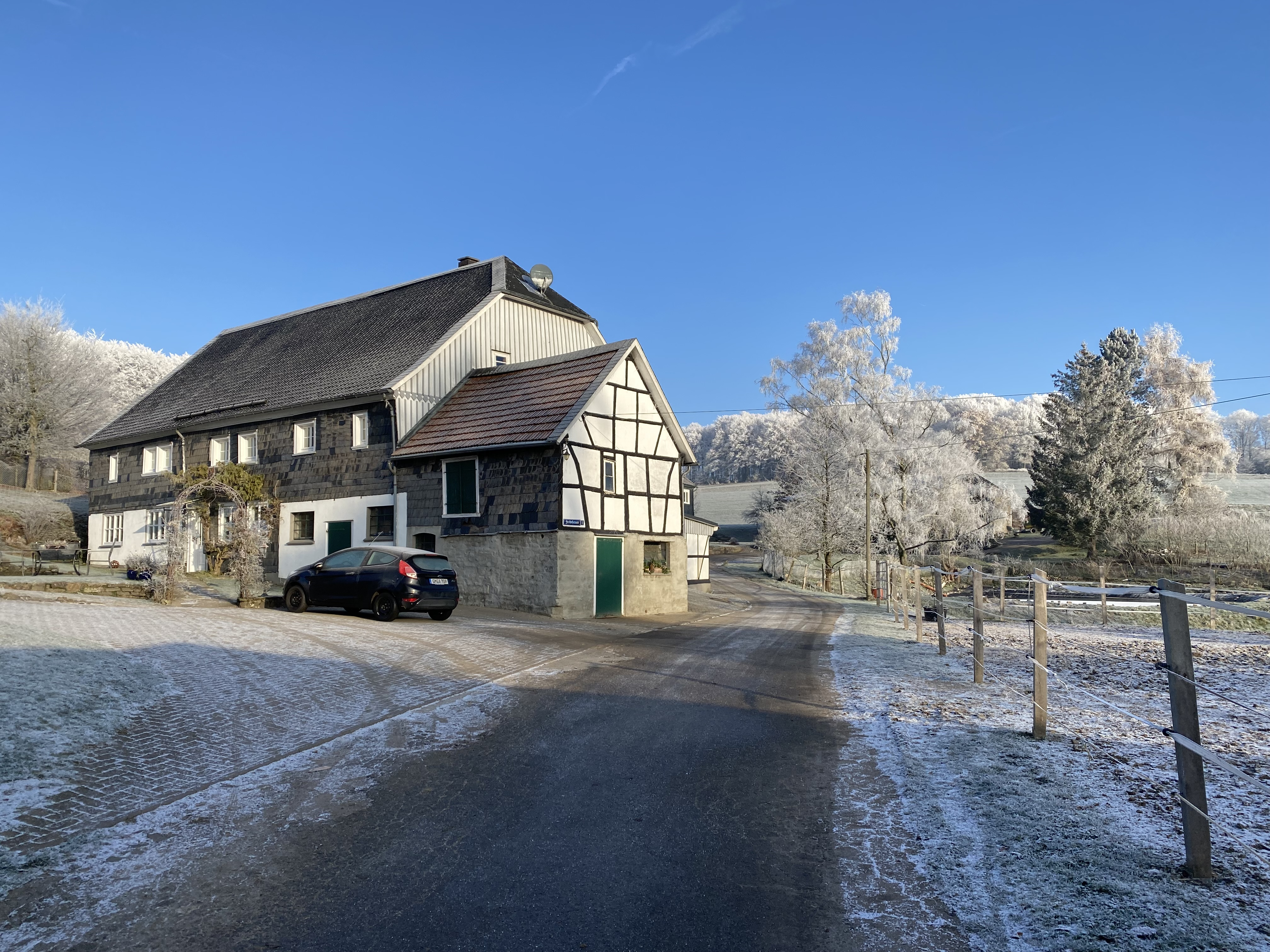
Frohnhausen 1
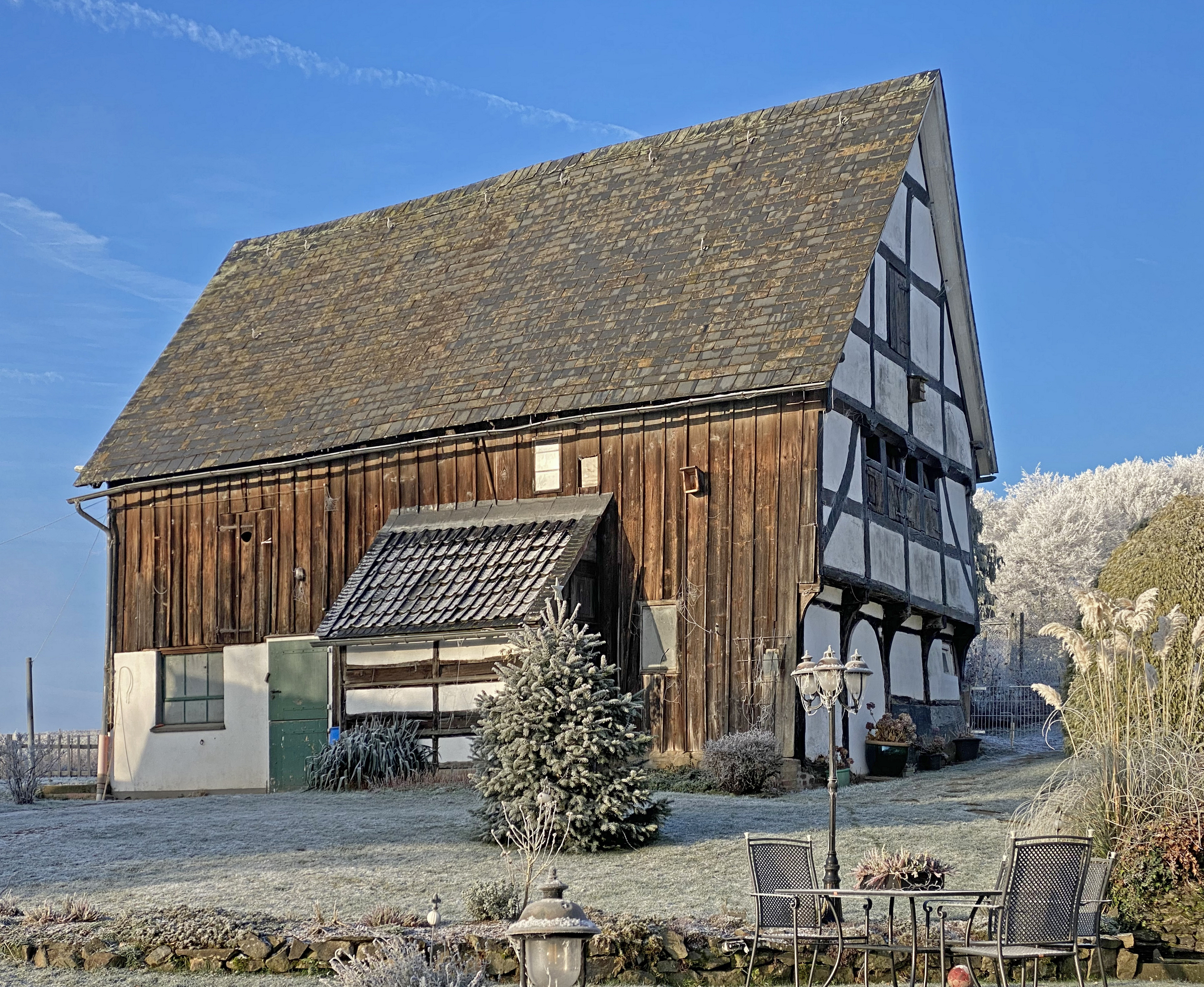
Baudenkmal ehem. Wohnhaus
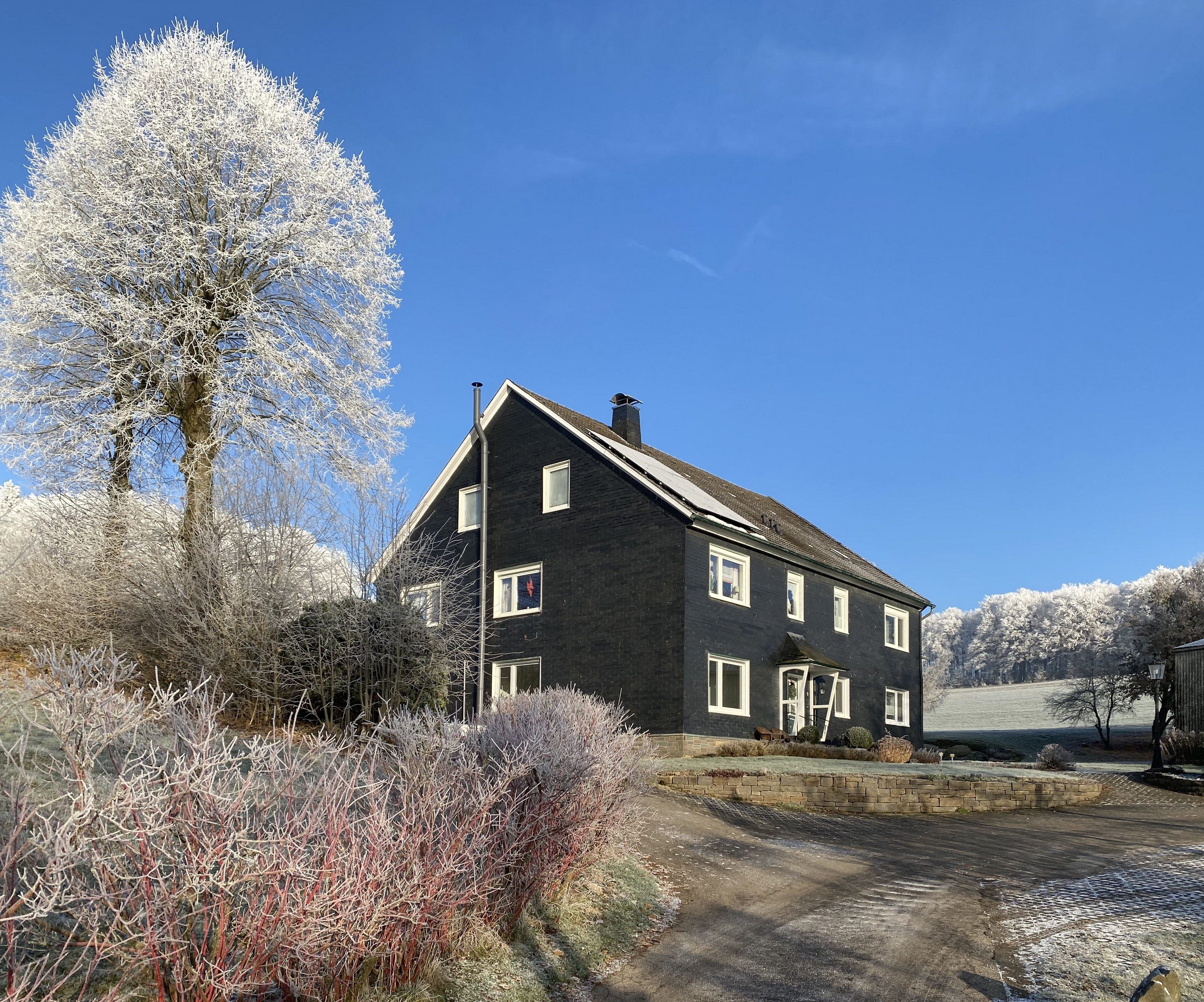
Frohnhausen 7, 9
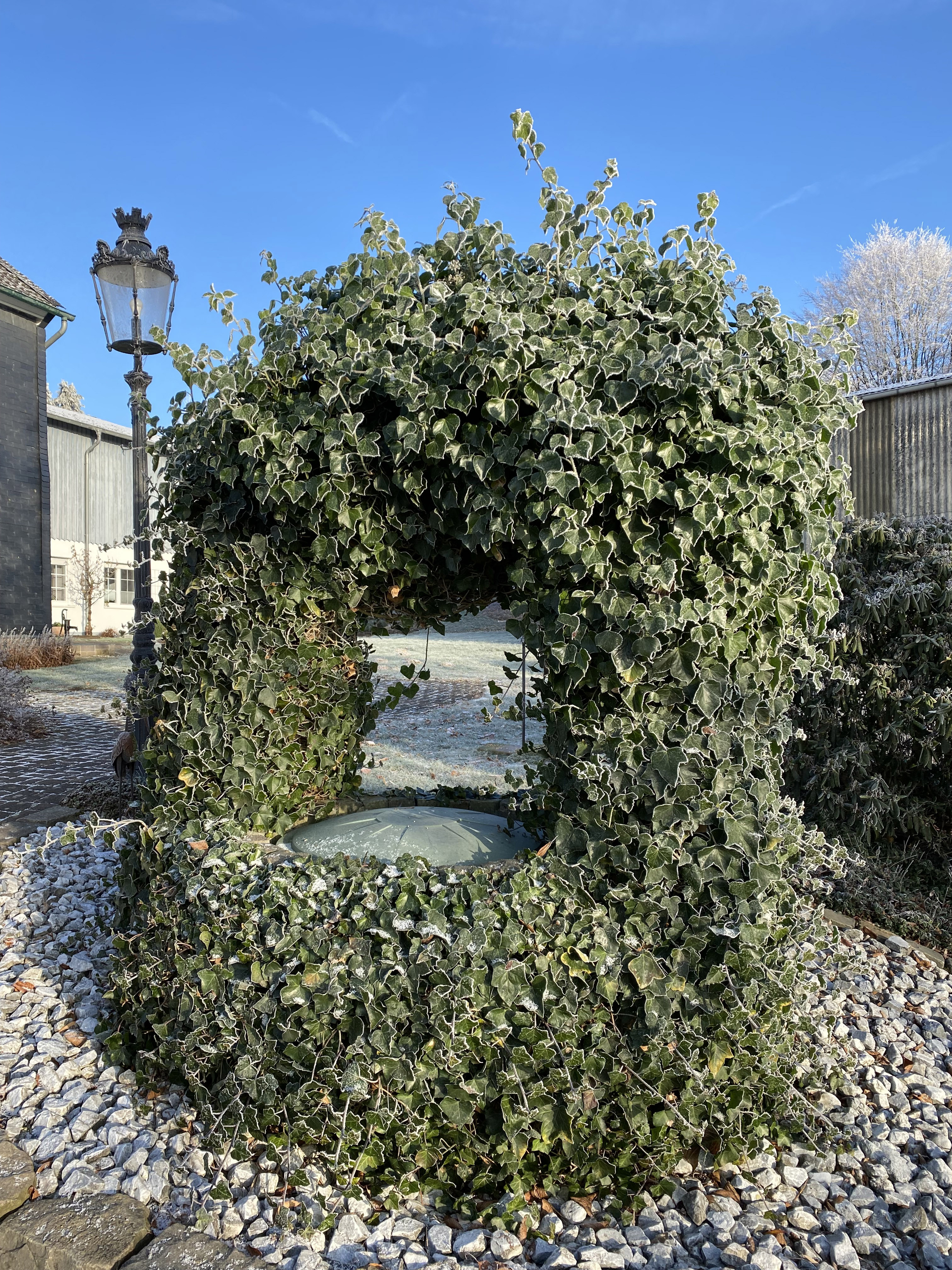
Brunnen
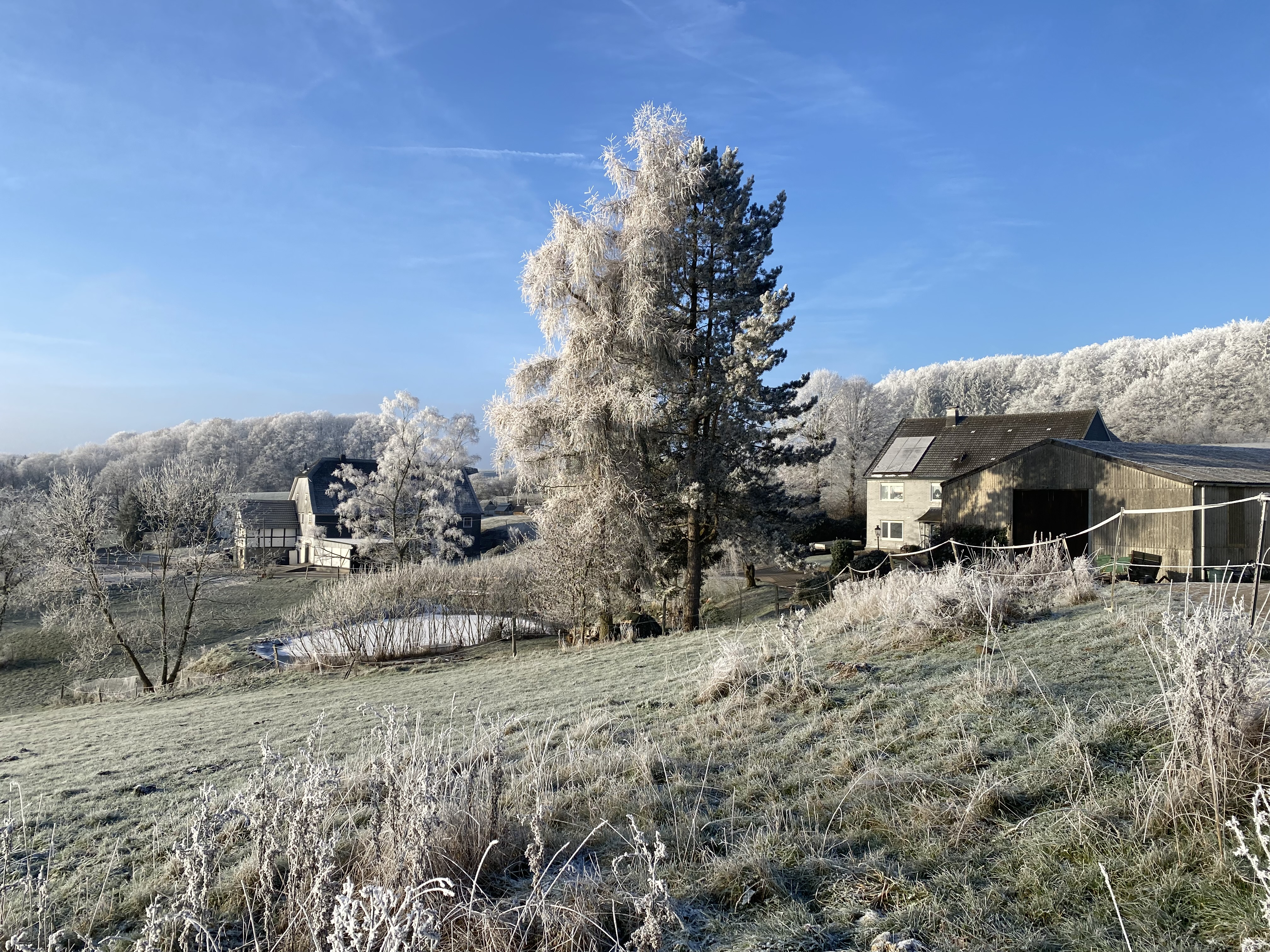
Frohnhausen
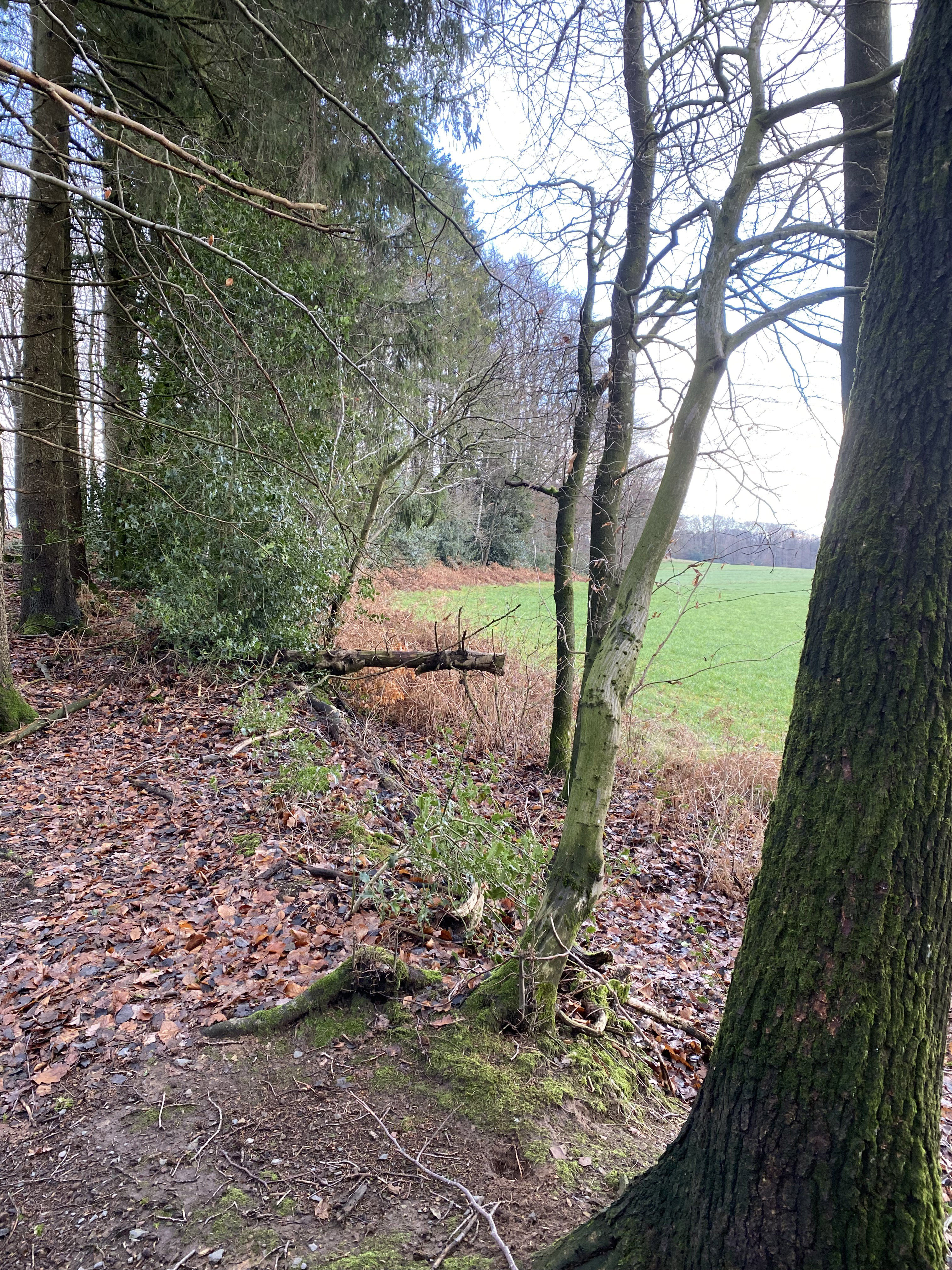
Wallrain am Wanderweg A2 (nördl. Frohnhausen)